# Salan

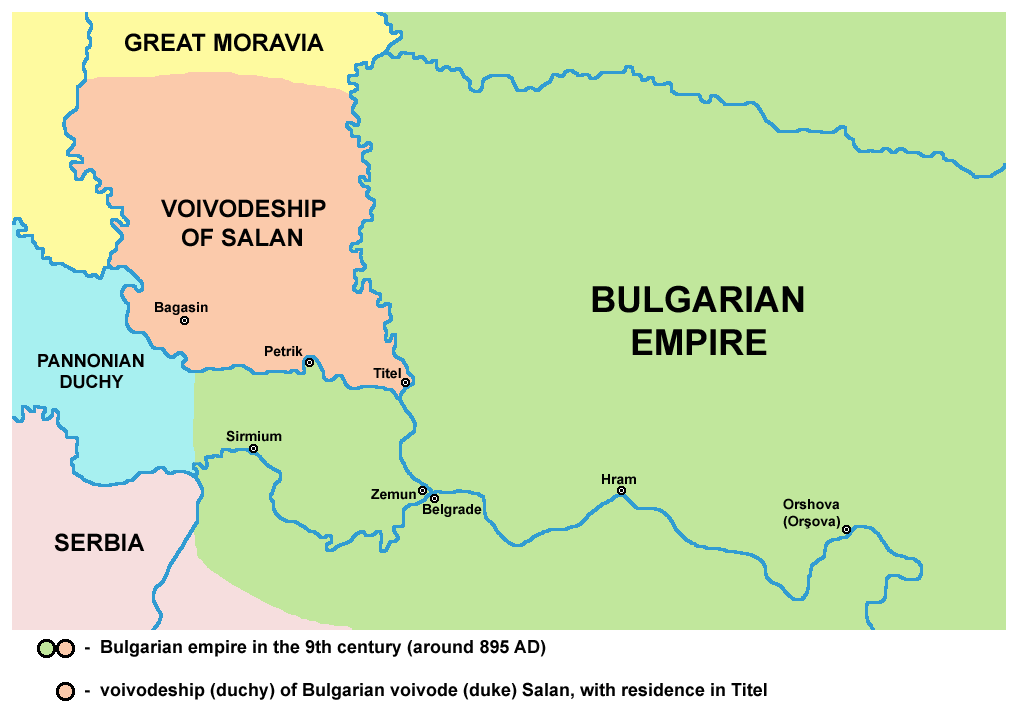
Przypuszczalny obszar państwa Salana

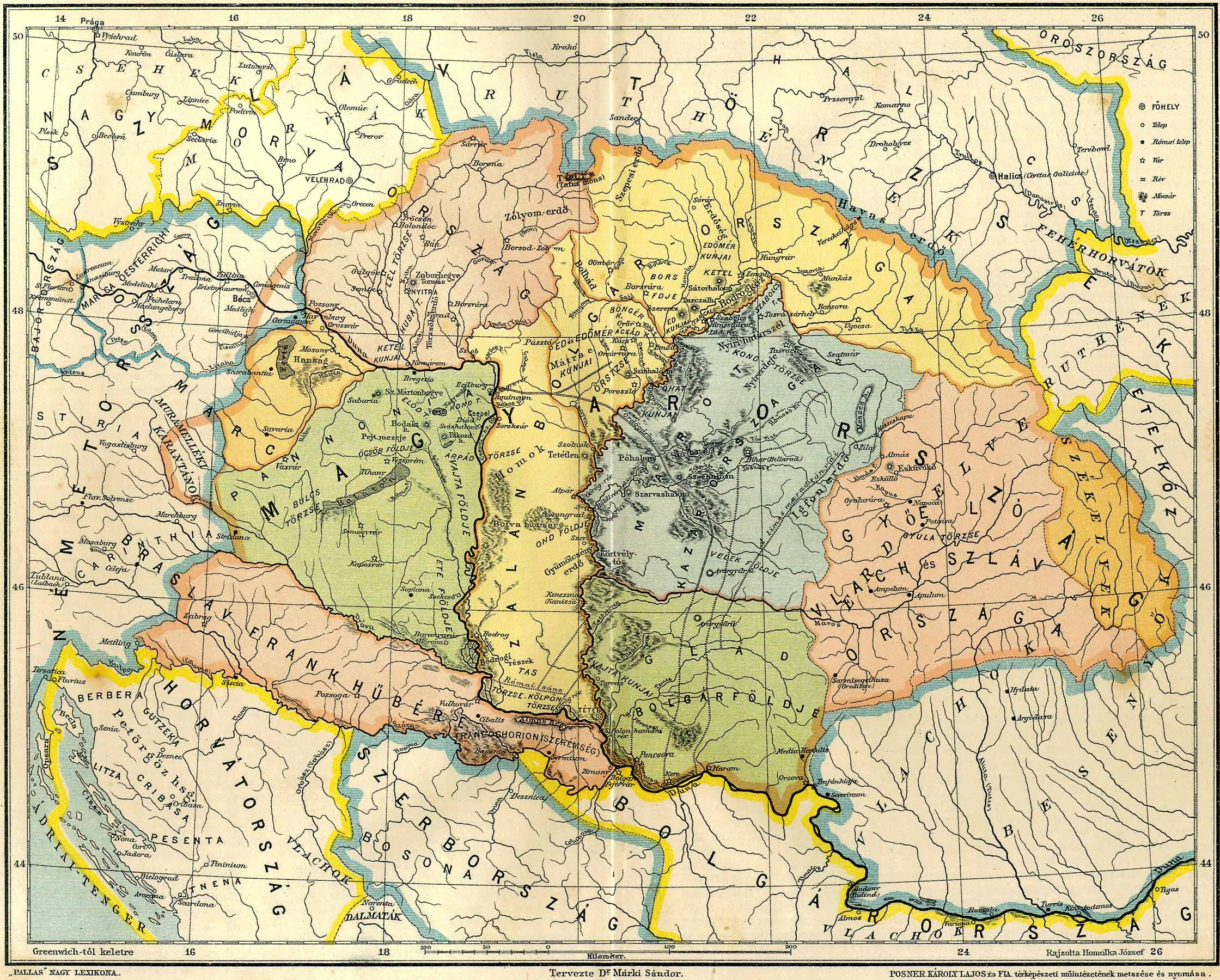
Mapa przedstawiająca Węgry w czasach opisywanych przez Gesta Hungarorum

Salan (węg. Zalán) – według Gesta Hungarorum (najstarszej kroniki węgierskiej) książę Słowian panujący „na pograniczu z Rusinami” w chwili inwazji Madziarów pod wodzą Arpada. Jego państwo miało znajdować się w dorzeczu Cisy, a jego stolicą było Titel. Początkowo pertraktował z Madziarami, odstępując im terytoria aż po rzekę Zagyva. Później jednak sprzymierzył się z Bułgarią i Cesarstwem Bizantyjskim, żądając od Węgrów wycofania się z wcześniej zajętych ziem. Pokonany w bitwie, zbiegł do Belgradu.
W późniejszych kronikach węgierskich postać Salana nie występuje, a opisane w Gesta Hungarorum wydarzenia wiązane są z Menumorutem lub Świętopełkiem morawskim. Sam Salan uważany jest albo za historycznego księcia bułgarskiego lub wołoskiego, bądź też za postać fikcyjną, stworzoną przez kronikarza.